# Discografia de The Hives
A discografia da banda The Hives, consiste em quatro álbuns de estúdio, uma compilação, quatro EPs e dezasseis singles.

## Álbuns de estúdio
| Ano  | Detalhes do álbum                                                                             | Melhor posição | Melhor posição | Melhor posição | Melhor posição | Melhor posição | Melhor posição | Melhor posição | Melhor posição | Melhor posição | Melhor posição | Melhor posição | Melhor posição | Melhor posição | Melhor posição | Certificações                      |
| Ano  | Detalhes do álbum                                                                             | SUE            | AUS            | AUT            | SUI            | DIN            | FIN            | BEL            | FRA            | ALE            | IRE            | HOL            | NOR            | UK             | EUA            | Certificações                      |
| ---- | --------------------------------------------------------------------------------------------- | -------------- | -------------- | -------------- | -------------- | -------------- | -------------- | -------------- | -------------- | -------------- | -------------- | -------------- | -------------- | -------------- | -------------- | ---------------------------------- |
| 1997 | Barely Legal - Lançamento: 22 de setembro de 1997 - Gravadora: Burning Heart/Epitaph          | —              | —              | —              | —              | —              | —              | —              | —              | —              | —              | —              | —              | —              | —              |                                    |
| 2000 | Veni Vidi Vicious - Lançamento: 10 de abril de 2000 - Gravadora: Burning Heart/Sire/Reprise   | 50             | —              | —              | —              | —              | —              | —              | —              | —              | —              | —              | —              | —              | 63             | - SUE: Ouro                        |
| 2004 | Tyrannosaurus Hives - Lançamento: 19 de julho de 2004 - Gravadora: Interscope                 | 1              | 33             | 18             | 32             | 31             | 7              | 88             | 39             | 10             | 17             | 60             | 11             | 7              | 33             | - SUE: Ouro - UK: Ouro - EUA: Ouro |
| 2007 | The Black and White Album - Lançamento: 15 de outubro de 2007 - Gravadora: A&M/Octone Records | 4              | 36             | 23             | 18             | —              | —              | 83             | 38             | 13             | —              | —              | 32             | 29             | 65             | - SUE: Ouro                        |
| 2012 | Lex Hives - Lançamento: 1 de junho de 2012 - Gravadora: Disque Hives                          | 7              | 38             | 38             | 20             | —              | —              | —              | 47             | —              | —              | —              | —              | 71             | 84             |                                    |

## Compilações
| Ano  | Detalhes | Posições | Posições | Posições | Posições | Posições | Posições | Posições | Posições | Posições | Posições | Posições | Posições | Posições | Posições | Certificações (vendas) |
| Ano  | Detalhes | SWE      | AUS      | AUT      | SUI      | DEN      | FIN      | FLA      | FRA      | GER      | IRL      | HOL      | NZL      | UK       | US       | Certificações (vendas) |
| ---- | --- | -------- | -------- | -------- | -------- | -------- | -------- | -------- | -------- | -------- | -------- | -------- | -------- | -------- | -------- | ---------------------- |
| 2001 | Your New Favourite Band - Lançamento: 22 de Setembro de 1997 - Gravadora: Poptones/Burning Heart/ Epitaph/Sire/Reprise | —        | 19       | —        | —        | —        | —        | —        | —        | —        | 14       | —        | 21       | 7        | —        |                        |

## EPs
- Sounds Like Sushi (1994)
- Oh Lord! When? How? (1996)
- A.K.A. I-D-I-O-T (1998)
- A Killer Among Us (Split com The Pricks) (1998)

## Singles
| Ano                        | Single                                      | Posição | Posição | Posição | Posição | Posição | Posição | Posição | Posição | Posição | Posição  | Álbum                           |
| Ano                        | Single                                      | SUE     | AUS     | AUT     | IRL     | HOL     | NOR     | UK      | EUA     | EUA Mod | EUA Main | Álbum                           |
| -------------------------- | ------------------------------------------- | ------- | ------- | ------- | ------- | ------- | ------- | ------- | ------- | ------- | -------- | ------------------------------- |
| 2000                       | "Hate to Say I Told You So"                 | —       | —       | —       | —       | —       | —       | —       | —       | —       | —        | Veni Vidi Vicious               |
| 2001                       | "Main Offender"                             | —       | —       | —       | —       | —       | —       | —       | —       | —       | —        | Veni Vidi Vicious               |
| 2001                       | "Supply and Demand"                         | —       | —       | —       | —       | —       | —       | —       | —       | —       | —        | Veni Vidi Vicious               |
| 2001                       | "Die, All Right!"                           | —       | —       | —       | —       | —       | —       | —       | —       | —       | —        | Veni Vidi Vicious               |
| 2002                       | "Hate to Say I Told You So" (re-lançamento) | —       | 36      | —       | 49      | 85      | —       | 23      | 86      | 6       | 35       | Your New Favourite Band         |
| 2002                       | "Main Offender" (re-lançamento)             | —       | —       | —       | —       | —       | —       | 24      | —       | —       | —        | Your New Favourite Band         |
| 2002                       | "Die, All Right! / Supply and Demand"       | —       | —       | —       | —       | —       | —       | 133     | —       | —       | —        | Your New Favourite Band         |
| 2004                       | "Walk Idiot Walk"                           | 15      | —       | —       | 45      | —       | 18      | 13      | —       | 19      | 36       | Tyrannosaurus Hives             |
| 2004                       | "Two-Timing Touch and Broken Bones"         | —       | —       | —       | —       | —       | —       | 44      | —       | —       | —        | Tyrannosaurus Hives             |
| 2004                       | "Abra Cadaver"                              | —       | —       | —       | —       | —       | —       | —       | —       | —       | —        | Tyrannosaurus Hives             |
| 2005                       | "A Little More for Little You"              | —       | —       | —       | —       | —       | —       | 113     | —       | —       | —        | Tyrannosaurus Hives             |
| 2007                       | "Throw It on Me" (com Timbaland)            | —       | 50      | —       | —       | —       | —       | —       | —       | —       | —        | Timbaland Presents: Shock Value |
| 2007                       | "Tick Tick Boom"                            | 25      | —       | 75      | —       | —       | —       | 15      | —       | 36      | —        | The Black and White Album       |
| 2008                       | "T.H.E.H.I.V.E.S."                          | —       | —       | —       | —       | —       | —       | —       | —       | —       | —        | The Black and White Album       |
| 2008                       | "Won't Be Long"                             | —       | —       | —       | —       | —       | —       | —       | —       | —       | —        | The Black and White Album       |
| 2008                       | "A Christmas Duel" (com Cyndi Lauper)       | 4       | —       | —       | —       | —       | —       | —       | —       | —       | —        | Sem álbum                       |
| 2012                       | "Go Right Ahead"                            | —       | —       | —       | —       | —       | —       | —       | —       | 40      | —        | Lex Hives                       |
| "—" não chegou às tabelas. |                                             |         |         |         |         |         |         |         |         |         |          |                                 |

## DVDs
- Tussles in Brussels (2004)